# أندرو بوتشي
أندرو بوتشي (بالإنجليزية: Andrew Bucci)‏ هو فنان أمريكي، ولد في 12 يناير 1922 في فيكسبيرغ في الولايات المتحدة، وتوفي في 16 نوفمبر 2014.